# Raimond Aguiló i Bartolomé
Raimond Aguiló i Bartolomé (* 30. března 1950 Falset) je katalánský básník. Celý život pracoval v bankovnictví a je básník samouk. Je členem Associació d'Escriptors en Llengua Catalana.

## Dílo
- Petits poemes. Falset: Caixa Rural, 1971
- Cruïlla de poemes. La Selva del Camp: Genius, 1987
- Endavant. Vilafranca del Penedès: Brisa, 1988
- Violes boscanes. Vilafranca del Penedès: Brisa, 1989
- Memòria urgent. Falset: l'autor, 2010
- Les cartes marcades. Barcelona: Témenos, 2011
- Poesia a la frontera El Vendrell: March editor, 2011
- La roca roja. Barcelona: Viena, 2011
- El cel de Babilònia dins La vida a glops, 4 poemaris. Barcelona: la Busca, 2011
- Monòleg a l'alba dins Monografies del Montseny/27 Barcelona: El Ciervo 96, 2012
- Kalenda d'hivern. Benicarló: Onada, 2012
- A l'hora de l'Àngelus. Ajuntament de Balenyà, 2012
- Monòlegs fets a posta a la nit i a la posta. Barcelona: Témenos, 2012
- Crepuscle. Ajuntament de Canals, 2013
- Magnòlies i vitralls. Benicarló: Onada, 2013
- A cada instant. Ajuntament de Picassent, 2013
- Bumerang. Lleida: Pagès editors, 2014
- Sobre el paper. Lleida: Pagès editors, 2015
- La lleugeresa forana. Benicarló: Onada, 2016
- Zona wi-fi. Juneda: Fonoll, 2016
- La pols de la calaixera. Manacor: Món de llibres, 2016